# Arbeitsgericht Dessau-Roßlau

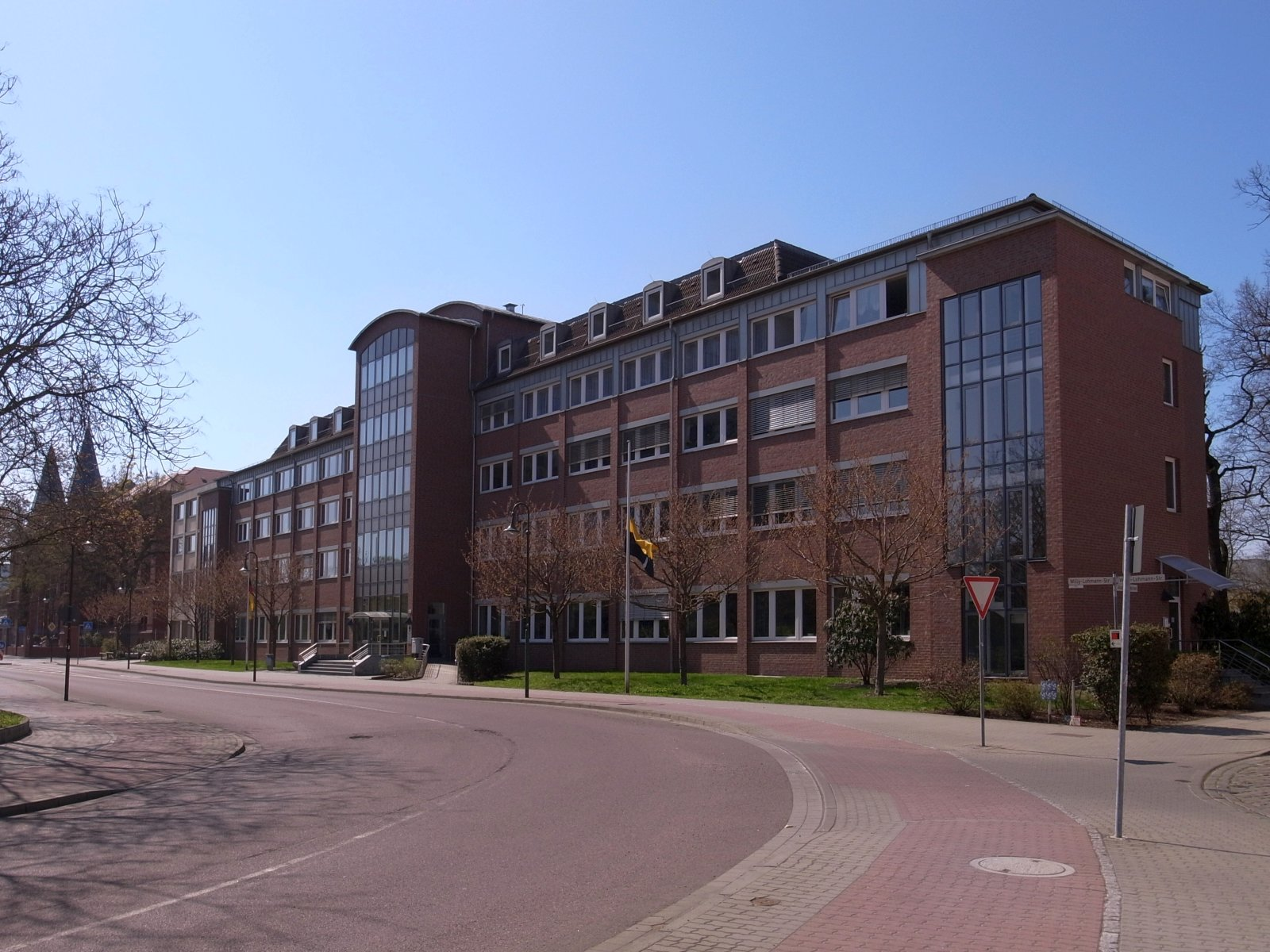
Justizzentrum Anhalt

Das Arbeitsgericht Dessau-Roßlau, ein Gericht der Arbeitsgerichtsbarkeit, ist eines der vier sachsen-anhaltischen Arbeitsgerichte.

## Gerichtssitz und -bezirk
Das Gericht hat seinen Sitz in Dessau-Roßlau im Justizzentrum Anhalt in der Willy-Lohmann-Straße 29.
Das Arbeitsgericht Dessau-Roßlau ist örtlich  für Rechtsstreitigkeiten aus der Stadt Dessau-Roßlau, dem Landkreis Anhalt-Bitterfeld und dem Landkreis Wittenberg zuständig.
Die sachliche Zuständigkeit ergibt sich aus dem Arbeitsgerichtsgesetz.

## Übergeordnete Gerichte
Dem Arbeitsgericht Dessau sind das Landesarbeitsgericht Sachsen-Anhalt und im weiteren Rechtszug das Bundesarbeitsgericht übergeordnet.